# Um Barril de Rap
Um Barril de Rap foi um grupo de Hip Hop formado em Brasília no ano de 2012. Foi composto por Froid, Yank, Sampa e Disstinto. Com 5 anos de carreira, recebeu um nível de reconhecimento satisfatório na cena underground do Hip Hop brasileiro. O grupo acabou em 2017 com o desligamento oficial de Yank.

## Carreira
O grupo Um Barril de Rap iniciou suas atividades em 2012, com o objetivo de fortalecer a cultura hip-hop em Brasília e promover uma estética lírica marcada por crítica social, vivências urbanas e influências contemporâneas do rap nacional. Desde o início, os integrantes atuaram de forma colaborativa, compondo, produzindo e divulgando o próprio material. Os integrantes do grupo Froid e Sampa eram colegas do colégio, e posteriormente conheceram o Yank na Batalha do Neurônio para formar o grupo. Um pouco depois, o beatmaker Disstinto foi convidado pelo Froid para fazer parte do UBR. Enquanto estava em atividade, o grupo realizou diversos shows pelo Brasil.
Em 2015, após três anos de composição e gravação, lançaram o primeiro álbum de estúdio, "CD dos Menino", consolidando a identidade artística do coletivo. O Um Barril de Rap (UBR) é conhecido por suas produções audiovisuais originais, realizadas de forma independente e com parcerias pontuais. As criações do grupo eram vinculadas aos selos Xinchila Records e Suburbano, que contribuiram para a distribuição e a promoção do material. O som do UBR mistura elementos do rap clássico com influências modernas, trazendo letras que exploram temas sociais, existenciais e culturais, mantendo sempre uma conexão com a realidade do Cerrado. No mesmo ano de 2015, o grupo também lançou o disco "2a Via", que contou com diversas participações de artistas como Victor Xamã e Jean Tassy. Em 2019, o grupo UBR foi citado na universidade presbiteriana Mackenzie de São Paulo no trabalho "Papo Reto Uma Revista Sobre Cultura Hip-Hop".

## Discografia

### Álbuns de Estúdio
- CD dos Menino (2015)
- 2a Via (2015)